# Androctonus eburneus
Espèce
Synonymes
- Prionurus eburneus Pallary, 1928

Androctonus eburneus est une espèce de scorpions de la famille des Buthidae.

## Distribution
Cette espèce est endémique d'Algérie. Elle se rencontre dans le Tassili n'Ajjer.

## Description
Le mâle décrit par Lourenço en 2008 mesure 47,6 mm et la femelle 47,3 mm.

## Publication originale
- Pallary, 1928 : « Description de quatre scorpions nouveaux de la Berbérie. » Bulletin du Muséum National d'Histoire Naturelle, Paris, vol. 34, no 5, p. 346-351.